# Полтерабенд
Полтерабенд  је немачки свадбени обичај у коме гости у ноћи уочи венчања ломе порцелан како би донели срећу у брак. Веровање у делотворност овог обичаја изражава стара пословица: „Крхотине доносе срећу“ (нем.Scherben bringen Glück). Израз потиче из времена када се реч "крхотина" односила на неразбијене глинене посуде грнчарских произвођача, а не само на разбијене комаде. Говорило се да је пуна тегла права ствар, па стога и израз „крхотине доносе срећу“.

## Етимологија
Реч „Полтерабенд“ долази од немачког глагола полтерн (правити много буке) + именице Абенд (вече). То није исто што и момачко вече (Јунггеселленабсцхиедсфеиер), које је постало уобичајено у Немачкој. На Полтерабенду, пар слави заједно са својим пријатељима, ломећи порцелан за срећу у новом животу, према сујеверју, док на момачкој вечери млада и младожења излазе одвојено са својим пријатељима да прославе последњи дан такозване слободе.
Полтерабенд се обично одвија испред куће невесте (или куће њених родитеља), иако су изузеци направљени због простора, на пример. Пар углавном најављује ту прилику, али не шаље посебно појединачне позиве. Прича се преноси усменом предајом, а они који желе да се појаве могу то учинити. Многи парови користе ово као начин укључивања људи које нису у могућности да позову на само венчање. Договара се нешто за јело и/или пиће (било обезбеђено или тражено од гостију). Често гости доносе поклоне за Полтерабенд.

## Догађај
Прави врхунац обичаја је бацање на земљу порцелана који су донели гости. Међутим, камени прибор, саксије или керамика као што су плочице, лавабои и тоалетне шоље су такође предмети који се бацају. На свечаности се доносе метални предмети као што су лименке и поклопци флаша. Стакло се не ломи јер за неке стакло симболизује срећу. Огледала не би требало да се разбијају због старог сујеверја да ће разбијање огледала донети седам година несреће, поред добрих ствари – или њиховог недостатка – у прошлости разбијача. Пар се након тога мора побринути за чишћење гомиле крхотина. Ово би требало да учини пар свесним да ће у животу  заједно морати да прођу кроз тешке  ситуације у животу.
Релативно ново је такозвано Полтер-венчање. У овом случају, венчање се комбинује са Полтерабендом, а разбијање је повезано са свадбеним пријемом.

## Порекло
Порекло Полтерабенда није тачно познато. Неки верују да су порекло германска племена која су бацала крхотине да отерају зле духове. Други верују да је одговоран пагански ритуал разбијања глинених жртвених олтара  након приношења жртве боговима. Могуће је да Полтерабенд има психолошки мотив: просци који су можда желели  младу за себе, имају прилику да „испусте пару“ на друштвено примерен начин, како би се мир у селу одржао.

## Региони
Полтерабенд се најчешће празнује у петак увече пре црквене церемоније, чак  у неким крајевима у четвртак или суботу увече раније. Ако се Полтерабенд догоди уочи венчања, пару је дозвољено да напусти славље раније (тј. око поноћи), како би следећег јутра били свежи и без мамурлука – Полтерабенд се традиционално слави са више гушта и весеља него сама свадбена свечаност
То је случај само у неким деловима Немачке. У Аустрији и Швајцарској, млада и младожења добијају одвојене момачке и девојачке вечери, а не Полтерабенд..
Неки региони додатно славе такозвани обичај "Паубе": Паубе се такође може славити данима или недељама пре венчања. С једне стране, то је замишљено као нека врста вереничке забаве; с друге стране, често је у комбинацији са доласком пара у нови заједнички стан и изражава радост њиховог будућег заједничког живота. Паубе је мање бучан од Полтерабенда. Обично отац младе припрема роштиљ у Паубеу. У неким областима Хесена припрема се традиционални зелени сос од седам биљака; овде зелена боја и број седам представљају амајлије за срећу пара.
Полтерабенд се обично слави у Немачкој иу западним деловима Пољске – посебно у Великој Пољској, Шлеској, Кашубији, Кујавију и Кочевију, где су некада постојали значајни немачки културни утицаји. Полтерабенд је такође вековима био део припрема за венчање у Шведској, Финској и у неким руралним областима у Бразилу међу потомцима имиграната. На данском, реч "полтерабенд" је почела да означава момачко или девојачко вече.